# 孟凡人
孟凡人（1939年10月2日—2023年6月21日），本名孟繁仁，祖籍山东省寿光市，生于辽宁省义县，中华人民共和国考古学家。1963年毕业于北京大学历史系考古专业，后分配至中国科学院考古研究所（今中国社会科学院考古研究所）工作，先后任副研究员、研究员、考古研究所汉唐与边疆考古研究室主任、中国社会科学院研究生院博士生导师等职，享受国务院政府特殊津贴。
孟凡人研究范畴广泛，涉及到北庭、高昌、楼兰与鄯善都城方位、于阗、焉耆、龟兹、丝绸之路、海上丝绸之路、新疆考古综论、中国都城和帝陵等方面。参与过殷墟、阿房宫、汉长安城、唐长安城、元大都、方城遗址、东下冯遗址、汉魏洛阳故城，北庭故城遗址等处的考古发掘。出版近20部相关著作，发表过百余篇论述，并在人生末年在哔哩哔哩上传考古科普视频。

## 生平

### 早年生涯和学业
孟凡人祖籍山东省寿光市，父亲是基督教会牧师，母亲是家庭主妇。1939年农历八月二十（10月2日），孟凡人出生于辽宁省，先后生活在义县、绥中县。受第二次国共内战的影响，孟凡人早期并未接受完整的教育。直至1949年举家前往北平，孟凡人进入僧格林沁祠内的怀幼小学，才开始受到正式教育。1952年开始，孟凡人分别在北京市第二十中学、北京市第五中学就读初高中。中学期间，因早期基础教育较差，孟凡人不喜欢数学和理科，并对文科产生兴趣。1959年，孟凡人考入北京大学历史系考古班。大学期间，孟凡人曾在陕西省华县元君庙—泉护村遗址、北京市怀柔县战国至汉代古墓实习。1962年，孟凡人和同学到湖北省博物馆实习，并完成毕业论文《武昌六朝墓的等级》。毕业后，孟凡人被分配到中国科学院考古研究所（即中国社会科学院考古研究所）。
刚毕业的孟凡人和同事们一起前往山东省黄县劳动学习。1965年起，孟凡人先后前往河南省安阳市殷墟、陕西省西安市西周遗址、秦阿房宫、汉长安城、唐长安城、汉唐帝陵等古遗址学习工作。1965年底，又前往山西省永济县参加四清运动。文化大革命开始后，反京的孟凡人负责了一段时间元大都城墙遗址的发掘工作。但不多时便前往河南省息县下五七干校。1972年，孟凡人返回北京，与赵桂兰结婚，生下一儿一女。期间又前往山西省夏县东下冯遗址、曲沃县方城遗址从事考古发掘工作。1975年，因农民起义引发的热潮，孟凡人等人至陕北调查李自成起义，并发表《论李岩》一文。

### 新疆考古与研究
1975年，中国科学院考古研究所新疆队计划重组，孟凡人加入其中。10月份，孟凡人及新疆队成员前往昌吉回族自治州吉木萨尔县、伊犁哈萨克自治州、阿克苏专区库车县等地考察，但因领队不谙考古事宜，故此行并无建树。1977年，孟凡人负责整理黄文弼的《新疆考古发掘报告（1957-1958）》，《报告》后由科学出版社出版。1978年，孟凡人转入刚成立的新疆考古工作队，但因未获国家文物局批准，无法前往新疆工作。所以被借调参加洛阳市汉魏洛阳故城的考古发掘工作。同时为《中国大百科全书》《新中国的考古发现与研究》等撰稿。
1979年，中国社会科学院考古研究所新疆工作队入疆，首个考察对象便是北庭故城遗址。孟凡人随考古队考古发掘北庭故城遗址和遗址西侧的高昌回鹘佛寺遗址。其成果发表于《北庭史地研究》《北庭高昌回鹘佛寺壁画》等著作中。此后，孟凡人将重心放在20世纪初西方对新疆的考察研究方面，参与出版《新疆古代雕塑辑佚》《高昌壁画辑佚》。1986年，孟凡人回到新疆，考察新疆阿克苏地区全境，确定乌什县别迭里达坂即玄奘西行经过的勃达岭。同时，孟凡人上报发掘苏巴什佛寺遗址的计划，但最终并未获批。
随即孟凡人的工作又转入室，开始系统的研究新疆古代历史文明。1980年代末到1990年代初，基于历史文献和出土简牍，编撰发表《楼兰新史》《楼兰鄯善简牍年代学研究》等成果。1987年，孟凡人升任中国社会科学院考古研究所副研究员。1991年，联合国教科文组织开展草原丝绸之路考察，孟凡人参与其中，考察中亚五国主要遗址，参观各国主要博物馆。1992年，孟凡人升任研究员。同年，孟凡人返回新疆参加纪念斯文·赫定新疆探险百年穿越和田河的活动。不久，孟凡人开始任中国社会科学院考古研究所汉唐考古研究室主任。
1994年，孟凡人建议编写《中国考古学》获批，并在立项后担任宋辽金元明卷主编。1995年，孟凡人加入中国共产党，并兼任中国社会科学院考古研究所汉唐考古研究室党支部书记。同年，孟凡人两度前往日本，5月参加奈良县立橿原考古学研究所附属博物馆学术报告会，以《从北魏洛阳城到隋唐长安城》为题作学术报告；11月又至奈良文化财研究所作《中日古代都城的比较研究略论》的学术报告。这一年，他也两次前往新疆，分别参加库尔勒市举办的国际学术研讨会和参加中日尼雅遗址考古发掘工作。同时，孟凡人还被评为中国社会科学院研究生院博士生导师，刘文锁、巫新华、李肖等人为其学生。
1997年，孟凡人前往内蒙古自治区等地参观元上都、元中都、辽上京遗址、辽中京遗址等古遗址，并参与调查黑城遗址。同一年，孟凡人还与新疆尼雅遗址发掘队出访日本，在佛教大学作《近期尼雅遗址考古学术课题构成略说》的学术报告。1998年，孟凡人卸任汉唐考古研究室主任，第二年，任中国社会科学院考古研究所边疆考古研究室主任、中国社会科学院边疆考古研究中心主任、中国社会科学院国外考古研究中心主任。此后，孟凡人因参与学术活动、陪领导视察等，辗转中国大陆多地。同时也参加国家文物局国保单位陪审会、国家文物局学术立项与验收等不同活动。2001年，孟凡人作为首席专家，参加北京电视台进驻楼兰古城的专题节目。

### 退休逝世
2004年，孟凡人退休后即返聘。此时他既作为中国社会科学院考古研究所学术委员、学委委员参与国家文物局等组织的学术活动，也继续培养博士研究生。不过，他将重心主要放在来《中国考古学·宋辽金元明卷》等专著的编撰上。除《中国考古学·宋辽金元明卷》外，孟凡人退休以后还出版过《新疆考古论集》《明代宫廷建筑史》等专著。
2021年年底，孟凡人以“孟凡人教授”的账号开始在哔哩哔哩的UP主生涯，中国社会科学出版社子公司负责组织拍摄和运营。在哔哩哔哩，孟凡人主要发布科普短视频，截止2024年8月，共计38条科普短视频，175万阅览量，近10万粉丝。孟凡人还参与《考古大师课：文明、记忆与历史现场》等节目的拍摄。
2023年6月21日，孟凡人因病在北京逝世，终年83岁。同一年，孟凡人花费数十年编撰的《中国考古学·宋辽金元明卷》出版。

## 学术成果
截止2021年，孟凡人出版著作近20部（包括合著），主要著作包括《北庭史地研究》《楼兰新史》《楼兰鄯善简牍年代学研究》《丝绸之路史话》《新疆考古与史地论集》《明代宫廷建筑史》《新疆考古论集》《明朝都城》《尼雅遗址与于阗史研究》《北庭和高昌研究》《宋代至清代都城形制布局研究》《宋代至清代帝陵形制布局研究》等。参与主编《中国考古学·宋辽金元明卷》《北庭高昌回鹘佛寺遗址》等著作。孟凡人发表的论述百余篇，所涉及方面包括北庭、高昌、楼兰与鄯善都城方位、于阗、焉耆、龟兹、丝绸之路、海上丝绸之路、新疆考古综论、中国都城和帝陵等，也翻译有俄文、日文的研究资料。